# National Basketball League (Kanada)
National Basketball League – profesjonalna liga koszykarska w Kanadzie, założona w 2011 roku.
Ligi o tej samej nazwie funkcjonowały w Kanadzie w latach 1993–1994 oraz 2002–2004, nie miały jednak żadnego związku z obecną, poza nazwą.

## Zespoły

### Sezon 2015/16
| Zespół               | Miasto, Prowincja                    | Hala (Poj.)                    | Założony         | Dołączył         | Trener           |
| Central Division     | Central Division                     | Central Division               | Central Division | Central Division | Central Division |
| -------------------- | ------------------------------------ | ------------------------------ | ---------------- | ---------------- | ---------------- |
| London Lightning     | London, Ontario                      | Budweiser Gardens (9046)       | 2011             | 2011             | Kyle Julius      |
| Niagara River Lions  | St. Catharines, Ontario              | Meridian Centre (5300)         | 2015             | 2015             | Ken Murray       |
| Orangeville A’s      | Orangeville, Ontario                 | Orangeville Athletic Institute | 2013             | 2013             | Chris Thomas     |
| Windsor Express      | Windsor, Ontario                     | WFCU Centre (6500)             | 2012             | 2012             | Bill Jones       |
| Atlantic Division    |                                      |                                |                  |                  |                  |
| Halifax Hurricanes   | Halifax, Nowa Szkocja                | Scotiabank Centre (11093)      | 2015             | 2015             | Hugo López       |
| Island Storm         | Charlottetown, Wyspa Księcia Edwarda | Eastlink Centre (4000)         | 2011*            | 2011*            | Joe Salerno      |
| Moncton Miracles     | Moncton, Nowy Brunszwik              | Moncton Coliseum (6554)        | 2011             | 2011             | Serge Langis     |
| Saint John Mill Rats | Saint John, Nowy Brunszwik           | Harbour Station (6603)         | 2007*            | 2011             | Rob Spon         |

(*) – oznacza zmianę siedziby zespołu
Zespoły Halifax Rainmen, Quebec Kebs i Saint John Mill Rats dołączyły do ligi NBL w 2011 roku z PBL (Premier Basketball League).

### Nieistniejące
- Halifax Rainmen – ogłosili bankructwo w lipcu 2015 roku, we wrześniu 2015 zgłoszono do rozgrywek nowy zespół – Halifax Hurricanes[1][2].
- Mississauga Power – dwa lata po zmianie lokalizacji z Oshawy (Ontario) Power zostali rozwiązani, aby umożliwić stworzenie zespołu D-League – Raptors 905.
- Montreal Jazz – rozegrali sezon 2012/13, zawiesili działalność w następnym (2013/14), po czym zostali rozwiązani.
- Ottawa SkyHawks – usunięci z ligi po sezonie 2013/14 z powodu nieopłacenia udziału  rozgrywkach.
- Quebec Kebs – przenieśli się do Laval, (Quebec) po inauguracyjnym sezonie 2011/12, ale przed rozpoczęciem rozgrywek 2012-13 zostali rozwiązani.

### Zmiany nazw
- Brampton A’s – przenieśli się do Orangeville przed sezonem 2015/16 i zmienili nazwę na Orangeville A’s
- Oshawa Power – przenieśli się do Mississauga przed rozgrywkami 2013/14 i przyjęli nazwę Mississauga Power.
- Summerside Storm – przenieśli się do Charlottetown przed rozpoczęciem sezonu 2013/2014, zmieniając nazwę na Island Storm.

## Finały
(x) – cyfra w nawiasie oznacza rozstawienie przed play-off, za zakończeniu sezonu regularnego
| Rok  | Mistrz               | Wynik | Wicemistrz           | MVP Finałów                |
| ---- | -------------------- | ----- | -------------------- | -------------------------- |
| 2012 | London Lightning (1) | 3–2   | Halifax Rainmen (2)  | Gabe Freeman (Lightning)   |
| 2013 | London Lightning (1) | 3–1   | Summerside Storm (1) | Marvin Phillips (Lightning |
| 2014 | Windsor Express (1)  | 4–3   | Island Storm (1)     | Stefan Bonneau (Express)   |
| 2015 | Windsor Express (1)  | 4–3   | Halifax Rainmen (1)  | Kirk Williams (Express)    |

## Bilans finalistów
| Zespoły                 | Mistrzostwa | Wicemistrzostwa | Razem | Mistrzowskie lata | Wicemistrzowskie lata |
| ----------------------- | ----------- | --------------- | ----- | ----------------- | --------------------- |
| London Lightning        | 2           | 0               | 2     | 2012, 2013        | —                     |
| Windsor Express         | 2           | 0               | 2     | 2014, 2015        | —                     |
| Halifax Rainmen         | 0           | 2               | 2     | —                 | 2012, 2015            |
| Summerside/Island Storm | 0           | 2               | 2     | —                 | 2013, 2014            |

## Nagrody
| - 2012 – Gabe Freeman (Lightning) - 2013 – Devin Sweetney (Miracles) - 2014 – Anthony Anderson (Mill Rats) - 2015 – Quinnel Brown (Express) | - 2012 – Joey Haywood (Rainmen) - 2013 – Joey Haywood (Rainmen) - 2014 – Garrett Williamson (Lightning) - 2015 – Tyrone Watson (Rainmen) | - 2012 – Micheal Ray Richardson (Lightning) - 2013 – Micheal Ray Richardson (Lightning) Joe Salerno (Storm) - 2014 – Bill Jones (Winds, Express) - 2015 – Josep Claros (Rainmen) |

| - 2012 – Al Stewart (Storm) - 2013 – Al Stewart (Storm) - 2014 – Cavell Johnson (A’s) - 2015 – Kevin Young (Rainmen) | - 2012 – Eddie Smith (Lightning) - 2013 – Rodney Buford (Lightning) - 2014 – Kirk Williams Jr. (Power) - 2015 – Omar Strong (Power) | - 2012 – Brandon Robinson (Power) - 2013 – Isaac Butts (Miracles) - 2014 – Raven Barber (Rainmen) - 2015 – Rashad Whack (Storm) |

| - 2013 – Marvin Phillips (Lightning) - 2014 – Justin Tubbs (SkyHakws) - 2015 – Tyshwan Edmondson (A’s) | - 2012 – Duncan Shaw (Storm) - 2013 – Kim Blanco (Miracles) - 2014 – Taylor Brown (Lightning) - 2015 – Vito Frijia (Lightning) | - 2012 – London Lightning - 2013 – Windsor Express - 2014 – Brampton A’s - 2015 – nie wybrano |

### NBL All-Star Game
| MVP - 2012 – Brandon Robinson (Oshawa) - 2013 – Marvin Phillips (London) - 2014 – Antonio Ballard (The Island) | Zwycięzcy konkursu wsadów - 2012 – Jamar Abrams (London) - 2013 – Stefan Bonneau (Windsor) - 2014 – Cavell Johnson (Brampton) | Zwycięzcy konkursu rzutów za 3 - 2012 – DeAnthony Bowden (London) - 2013 – Steve DeLuca (Saint John) - 2014 – Ryan Anderson (Ottawa) |

## Wyróżnienia

### Składy najlepszych zawodników sezonu
| I skład 2012 - Anthony Anderson (Mill Rats) - Gabe Freeman (Lightning) - Ralphy Holmes (Kebs) - Mike Williams (Storm) - Lawrence Wright (Rainmen) 2013 - Darren Duncan (Halifax / Windsor) - Devin Sweetney (Moncton) - Brandon Robinson (Halifax / Summerside) - Elvin Mims (London) - Isaac Butts (Moncton) 2014 - Anthony Anderson (Saint John) - Stefan Bonneau (Windsor) - Cedric Moodie (Brampton) - Garrrett Williamson (London) - Antonio Ballard (The Island) 2015 - Quinnel Brown (Windsor) - Kevin Young (Halifax) - Marvin Phillips (London) - Brandon Robinson (The Island) - Anthony Anderson (Saint John) | II skład 2012 - Tim Ellis (Lightning) - Omari Johnson (Power) - Trayvon Lathan (Miracles) - Tyrone Levett (Lightning / Rainmen) - Brandon Robinson (Power) 2013 - Anthony Anderson (Saint John) - Jerice Crouch (Saint John) - Tim Ellis (London) - Quinnel Brown (Halifax) - Marvin Phillips (London) 2014 - Ryan Anderson (Ottawa) - Morgan Lewis (Mississauga) - Chris Commons (Windsor) - Tim Parham (Halifax) - Cavell Johnson (Brampton) 2015 - Tyshwan Edmondson (Brampton) - Tyrone Watson (Halifax) - Omar Strong (Mississauga) - Kenny Jones (Saint John) - DeAndre Thomas (Windsor) | III skład 2013 - Nick Okorie (Oshawa) - Al Stewart (Summerside) - Chris Commons (Windsor) - Joey Haywood (Halifax) - Antonio Ballard (Summerside) 2014 - Darren Duncan (Windsor) - Nick Okorie (Mississauga / The Island) - Johnny Mayhane (Moncton) - Jermaine Johnson (Ottawa/London) - Jason Williams (Halifax) 2015 - Nick Okorie (The Island) - Tony Bennett (Windsor) - Chris Commons (Windsor) - Cavell Johnson (Brampton) - Trayvon Lathan (Moncton) |

Honorable Mention Team
2014
- Marvin Phillips (Lightning)
- Travyon Lathan (Miracles)
- Justin Tubbs (SkyHawks)
- Doug Herring Jr. (Rats)
- Stanley Robinson (Miracles)
- Evaldas Zabas (A’s)
- JuJuan Cooley (Rainmen)
- Adrian Moss (Storm)
- Quinnel Brown (Express)
- William Harris (Power)
- Tony Bennett (Lightning)
- Tyrone Levett (Mill Rats)
- Elvin Mims (Lightning)

### Składy najlepszych defensorów sezonu
| I skład 2012 - Al Stewart (Storm) - Gabe Freeman (Lightning) - James Jackson (Quebec Kebs) - Tyrone Levett (Lightning / Rainmen) - Mike Williams (Storm) 2013 - Antonio Ballard (Summerside) - Isaac Butts (Moncton) - Elvin Mims (London) - Kevin Loiselle (Windsor) - Al Stewart (Summerside) 2014 - Cavell Johnson (Brampton) - Jujuan Cooley (Halifax) - Trayvon Lathan (Moncton) - Elvin Mims (London) - Fred Sturdivant (Ottawa) 2015 - Emmanuel Little (London) - Cavell Johnson (Brampton) - Marcus Capers (Mississauga) - Kevin Young (Halifax) - Marvin Phillips (London) | II skład 2012 - Boubacar Coly (Miracles) - DeAnthony Bowden (Lightning) - Joey Haywood (Rainmen) - Ralphy Holmes (Kebs) - Sylvania Watkins (Miracles) 2013 - Jushay Rockett (Oshawa) - Jonas Pierre Montreal) - Marvin Phillips (London) - Sylvania Watkins (Moncton) - Cavell Johnson (Saint John) |

### Składy najlepszych debiutantów sezonu
| 2014 - Raven Barber (Halifax) - Jameson Tipping (Brampton) - Thijin Moses (Mississauga) - Scottie Haralson (Brampton) - Fred Sturdivant (Ottawa) | 2015 - Rashad Whack (Island) - Seiya Ando (Halifax) - Jordan Weidner (Mississauga) - Pedro Foster (Halifax) - Jabs Newby (Saint John/Mississauga) |